# Simon Beckett
Simon Beckett (Sheffield, 1968) es un escritor y periodista británico.

## Vida y obra
Tras licenciarse en Filología inglesa, se dedicó a la enseñanza del español y a la percusión en varias bandas musicales, y posteriormente entró en el mundo del periodismo como freelance.
Como periodista, ha publicado en The Times, The Independent On Sunday, The Daily Telegraph y The Observer, entre otros.
Publicó varias novelas de escasa repercusión (ni tan siquiera aparecen en su página web) hasta la aparición de su primer gran éxito, La Química de la Muerte en 2006, en el que crea a su célebre personaje David Hunter, antropólogo forense. Las tres secuelas de esa novela son "Entre las Cenizas" (Written in Bones, 2007), "El susurro de los muertos" (2009) y "The Calling of the Grave" (2011).
Las novelas están inspiradas en las visitas y posteriores trabajos periodísticos realizados por Beckett a la denominada "Granja de los Cuerpos", en Tennessee, Estados Unidos, especializada en el estudio de la descomposición de cadáveres.
Simon Beckett está casado y en la actualidad vive en Sheffield, Inglaterra.

### Serie David Hunter
- La Química de la Muerte (2006)
- Entre las Cenizas (2007)
- El Susurro de los Muertos (2009)
- La voz de los muertos (2011)
- La inquietud de los muertos (2017)
- El olor de los muertos (2019)

### Otras Novelas
- Fine Lines (1994)
- Animals (1995)
- Where There's Smoke (1997)
- Owning Jacob (1998)
- Stone Bruises (2014)